# Kalte Moldau
Die Kalte Moldau, auch Altwasser (tschechisch Studená Vltava) ist der rechte Quellfluss der Moldau in Bayern und Tschechien.

## Verlauf
Die Kalte Moldau entsteht im Bayerischen Wald nördlich des Bramandlberges (991 m) und des Hirschberges (881 m) durch den Zusammenfluss von linkem Weberaubach und rechtem Rothbach. Der Bachlauf führt später vorbei an Haidmühle und der Wüstung Na Spálenci (Brand) in östliche Richtung; zwischen den Einmündungen des Moorbaches und des Ruttenbaches markiert er auf ca. zwei Kilometern die deutsch-tschechische Grenze. Danach fließt die Kalte Moldau auf tschechisches Gebiet, wo sie bei Nové Údolí (Neuthal) nordöstliche Richtung annimmt. Die Bergmoorwiesen hinter der Grenze sind seit 1985 auf einer Fläche von 101 ha als Naturdenkmal Spálený luh unter Schutz  gestellt. Der weitere Lauf führt vorbei an den Lorenzbergen und dem Stožec (Tussetberg, 1065 m n.m.) und der Wüstung Pasta durch Stožec (Tusset) und Černý Kříž (Schwarzes Kreuz). Der Unterlauf der Kalten Moldau führt durch das Naturdenkmal Vltavský luh (Moldau-Auen). Bei Chlum (Humwald), einem Ortsteil der Stadt Volary (Wallern), vereinigt sie sich nach 24 Kilometern im Moor Mrtvý luh (Tote Au) mit der Teplá Vltava/Warmen Moldau zur Vltava/Moldau.
Auf ihren unteren 16 Kilometern fließt die Kalte Moldau durch tschechisches Gebiet. Sie ist auf einer Länge von zwölf Kilometern bei erhöhtem Wasserstand befahrbar. Zwischen Smolná Pec und der Staatsgrenze führt die Bahnstrecke Číčenice–Haidmühle durch das Tal des Baches.

## Geschichte
Nach der Errichtung des Eisernen Vorhangs gehörte das Tal der Kalten Moldau zwischen Stožec und der deutschen Grenze zum Sperrgebiet. Die Orte Pasta, Na Spálenci und Nové Údolí wurden in dieser Zeit abgesiedelt und abgerissen. Die Bahnstrecke blieb durch den Umstand erhalten, dass über den Grenzübergang Haidmühle im Kleinen Grenzverkehr Holzexporte aus der Tschechoslowakei nach Bayern abgewickelt wurden. Das Sperrgebiet wurde 1990 aufgehoben.

## Zuflüsse
- Mirasalbach (r), bei Haidmühle
- Kreuzbach (r), bei Haidmühle
- Moorbach/Hraniční potok (l), bei Na Spálenci
- Ruttenbach/Údolský potok (r), bei Nové Údolí
- Spálený potok (Brandbächel) (l), unterhalb Nové Údolí
- Světlá (Lichtwasser) (r), unterhalb Nové Údolí
- Jelení potok (Schneiderbächel) (r), oberhalb von Stožec
- Mlýnský potok (Mühlaubach) (l), in Stožec
- Hučinka (Kleiner Hutschenbach) (r), oberhalb von Černý Kříž
- Hučina (Großer Hutschenbach) (r), unterhalb von Černý Kříž